# GVQW2
GVQW2 (англ. GVQW motif containing 2) – білок, який кодується однойменним геном, розташованим у людей на 6-й хромосомі. Довжина поліпептидного ланцюга білка становить 108 амінокислот, а молекулярна маса — 11 989.
| 10         |  | 20         |  | 30         |  | 40         |  | 50         |
| ---------- |  | ---------- |  | ---------- |  | ---------- |  | ---------- |
| MQYPFRKLLR |  | PSTESCCVAQ |  | ARVQWCHLGS |  | LQPPLPGFKQ |  | FSCHSLPSSW |
| DYRWNLTLSP |  | RLECSGAISA |  | HCNLCLPDLS |  | DSPASTSRVA |  | GTTGAHHHAQ |
| EPVVIRKM   |  |            |  |            |  |            |  |            |

A: Аланін

C: Цистеїн

D: Аспарагінова кислота

E: Глутамінова кислота

F: Фенілаланін

G: Гліцин

H: Гістидин

I: Ізолейцин

K: Лізин

L: Лейцин

M: Метіонін

N: Аспарагін

P: Пролін

Q: Глутамін

R: Аргінін

S: Серин

T: Треонін

V: Валін

W: Триптофан